# Porin (opera)
Porin je druga hrvatska opera, koju je napisao Vatroslav Lisinski, a praizvedena je u Zagrebu 2. listopada 1897. godine. Opera ima pet činova.

## Opis
Libreto za operu Porin napisao je prijatelj Vatroslava Lisinskoga, narodni preporoditelj Dimitrije Demeter. Opera Porin smatra se drugom hrvatskom operom, iako je značajnija od prve.  Počela se izvoditi tek 43 godine nakon smrti Lisinkoga, prvom operom smatrana je opera Nikola Šubić Zrinjski, ali i sam Zajc je rekao da je njegova opera samo jedna u nizu od hrvatskih opera, a opera Porin prva hrvatska opera.
Najupečatljiviji prizori opere zasigurno su Porinova ljubavna romansa Zorko moja, arija Sveslava u tamnici, te Zbor Hrvatica iz II. čina. Potonja je posebno značajna zbog izuzetne atmosfere, koja je postignuta pažljivim scenografskim rješenjima. Taj prizor može se mjeriti s najboljim ostvarenjima europske opere XIX. stoljeća. Jednostavna melodija zasigurno ima podrijetlo u hrvatskim folklornim napjevima.
Libreto opere nadahnut je jednim događajem iz rane povijesti Hrvata u Dalmaciji koju je zabilježio Konstantin Porfirogenet (De administrando imperio) u 10. stoljeću, kada su se pod vodstvom kneza Porina (u prvoj polovici 9. stoljeća) Hrvati pobunili protiv okrutne franačke uprave i njihova vođe Kocelina, oslobodili se i pokrstili.

## Praizvedba
Skladatelj Vatroslav Lisinski, autor prve hrvatske opere Ljubav i zloba, nije dočekao izvedbu svoje druge i značajnije opere Porin. On je tada već odavno bio mrtav kad je intendant Stjepan Miletić uvrstio to djelo u program. Praizvedba je održana na pozornici Hrvatskoga narodnoga kazališta u Zagrebu pod dirigentskim vodstvom Nikole Fallera 2. listopada 1897. Libreto je, kao i za Ljubav i zlobu, napisao Dimitrije Demetar.
Gledalište zagrebačkoga kazališta prolamalo se od pljeska oduševljenoga gledateljstva koje je pozdravljalo ne samo uspjelu praizvedbu domaće opere, nego je još više odavalo zakašnjelo priznanje dotad zaboravljenom skladatelju Vatroslavu Lisinskom. U prekrasnom scenskom okviru slikara Emanuela Trnke, Porin je zablistao punim sjajem.
Bilo je još puno svečanih izvedba Porina, kao što je ona u povodu 60. obljetnice smrti Vatroslava Lisinskoga godine 1914. zatim prigodom proslave stogodišnjice otvorenja kazališta na Markovu trgu 4. listopada 1934. Porina s mnogo uspjeha izvodi i u naše vrijeme Operni ansambl Hrvatskog narodnog kazališta u Zagrebu. 

## Naslijeđe
Porin (po nazivu opere Vatroslava Lisinskoga) je hrvatska glazbena nagrada utemeljena 1993. po ugledu na Grammy, a dodjeljuje se od 1994. Utemeljitelji su Hrvatsko društvo skladatelja, Hrvatska glazbena unija i Hrvatska radiotelevizija.